# Havsklase
Havsklase (Physophora hydrostatica) är ett nässeldjur som beskrevs 1775 av den svenska naturvetaren Peter Forsskål. Den är en kolonial organism som ingår i släktet Physophora och familjen Physophoridae. Arten förekommer cirkumpolärt i subtropiska till tropiska vatten. Den observeras regelbundet utmed bohuskusten. Inga underarter finns listade i Catalogue of Life.